# Хусни, Усман
Усман Хусни (настоящее имя — Хуснутдинов Усман Хуснутдинович; 1895, Старые Санны, Уфимская губерния — 30 ноября 1948, Уфа) — советский лингвист.

## Биография
Усман Хуснутдинович Хуснутдинов родился в деревне Санны-Ильчимбетово Белебеевского уезда Уфимской губернии (ныне село Старые Санны Благоварского района Республики Башкортостан).
В 1910—1913 годах являлся шакирдом медресе деревни Бузовьязово Стерлитамакского уезда Уфимской губернии.
С 1921 года преподавал в Уфимском педагогическом техникуме.
1934 году окончил Башкирский педагогический институт имени К. А. Тимирязева (ныне Уфимский университет науки и технологий).
В 1935—1948 годах работал преподавателем в Башкирском педагогическом институте имени К. А. Тимирязева (ныне Уфимский университет науки и технологий). Написал работы по проблемам башкирского языкознания и методике преподавания башкирского языка. Является автором учебников и учебно‑методических пособий по башкирскому языку для средних школ и высших учебных заведений.

## Основные труды
- Тел терминдары. — Өфө, 1935. (соавт.)
- Башҡорт теле. Грамматика һәм дөрөҫ яҙыу. — Өфө, 1938. (соавт.)